# Alto do Cebreiro
L’Alto do Cebreiro è una montagna della Spagna nord-occidentale, nella comunità autonoma della Galizia che raggiunge 1.302 m di altitudine e si trova nel comune di Pedrafita do Cebreiro.
Sorge al confine tra le province di Lugo e León, e forma una barriera naturale di confine tra le regioni della Galizia e di Castiglia e León.
L'ascesa sino alla cima dell'Alto do Cebreiro è uno dei punti più significativi del Camino Francés che i pellegrini percorrono per raggiungere Santiago di Compostela ed è costituita dal tratto del Cammino di Santiago, lungo circa 8 km, che porta da Las Herrerias (frazione di Vega de Valcarce), ad un'altitudine di 675 metri circa, sino ai 1300 metri della cima del monte, ed al villaggio di O Cebreiro, dove si trova la Chiesa Santa Maria la Real, famosa perché lì sarebbe avvenuto nell'anno 1300 il Miracolo eucaristico di O Cebreiro.
Nel medioevo la salita al Monte Cebreiro era considerata così impegnativa che dal 1455 papa Callisto III concesse che a Villafranca del Bierzo, che si trova a circa 28 km dal villaggio di O Cebreiro, i pellegrini che non fossero nelle condizioni di arrivare a Santiago di Compostela, potessero godere dell'indulgenza passando attraverso una porta (la “Porta del Perdono”) realizzata nella locale chiesa di Santiago.

## Galleria d'immagini

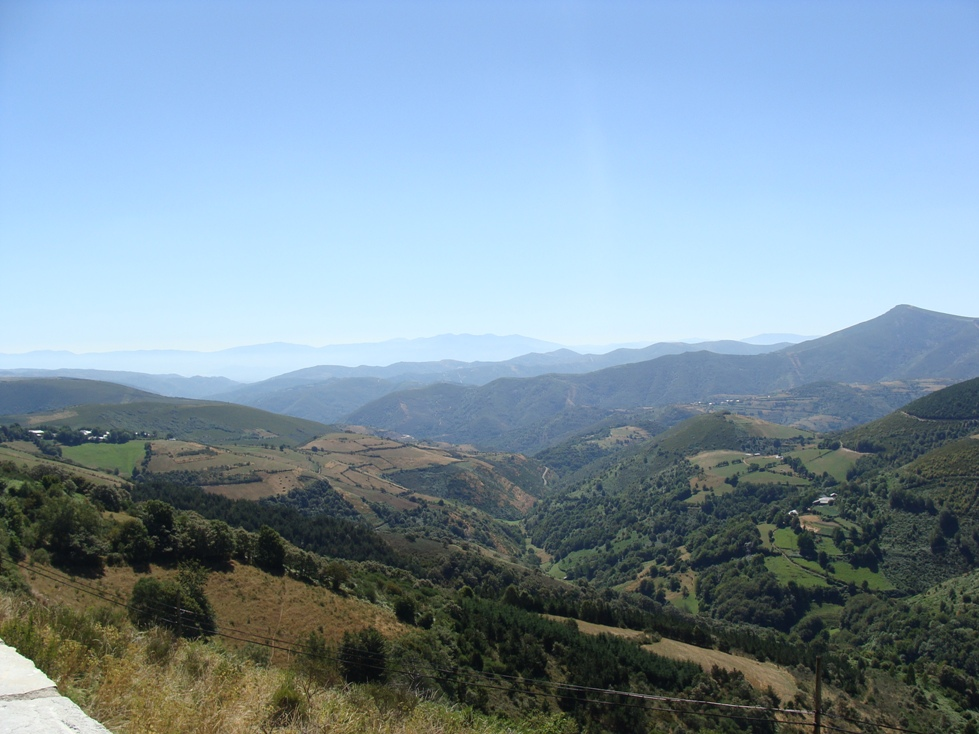
Vista dal villaggio di O Cebreiro
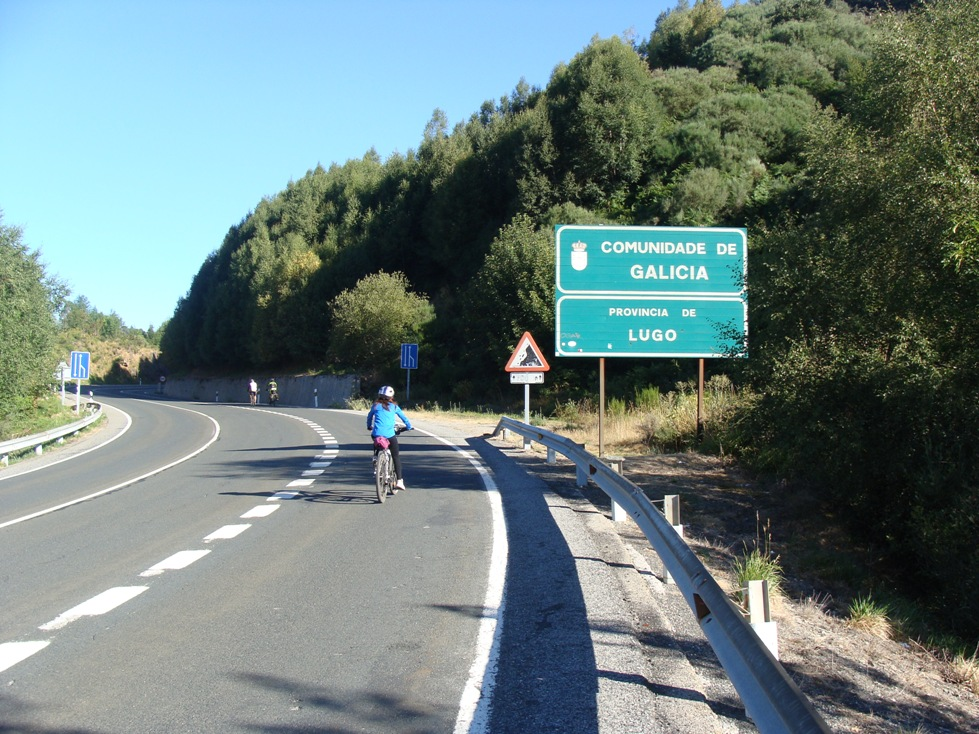
Ingresso nella Galizia lungo la strada per l'Alto do Cebreiro
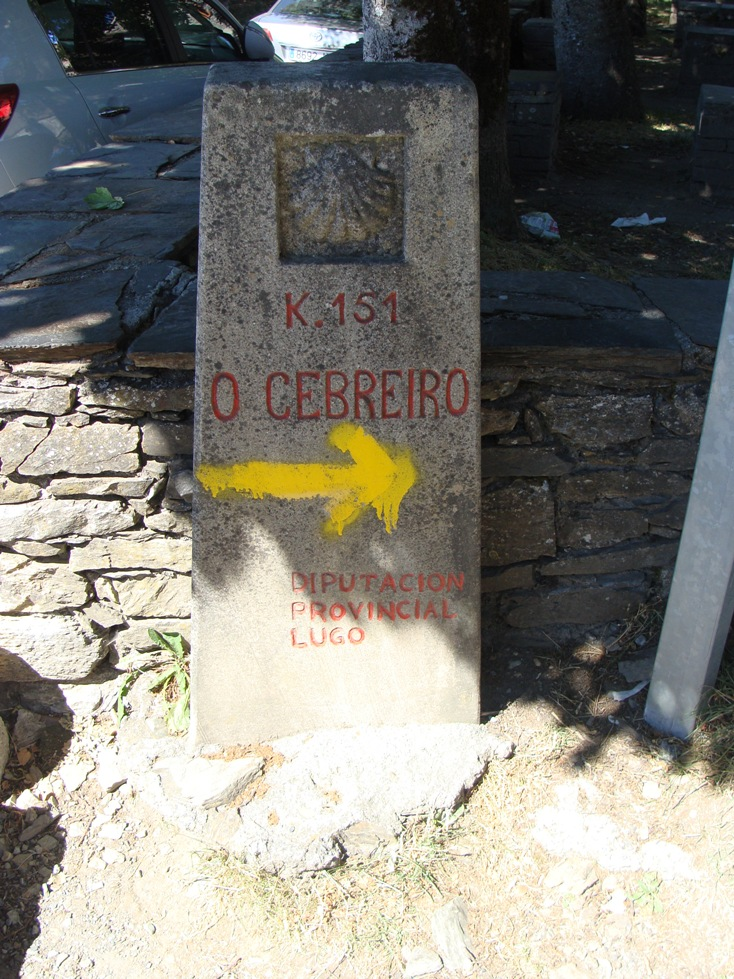
Segnalazione tipica del Cammino di Santiago ad O Cebreiro
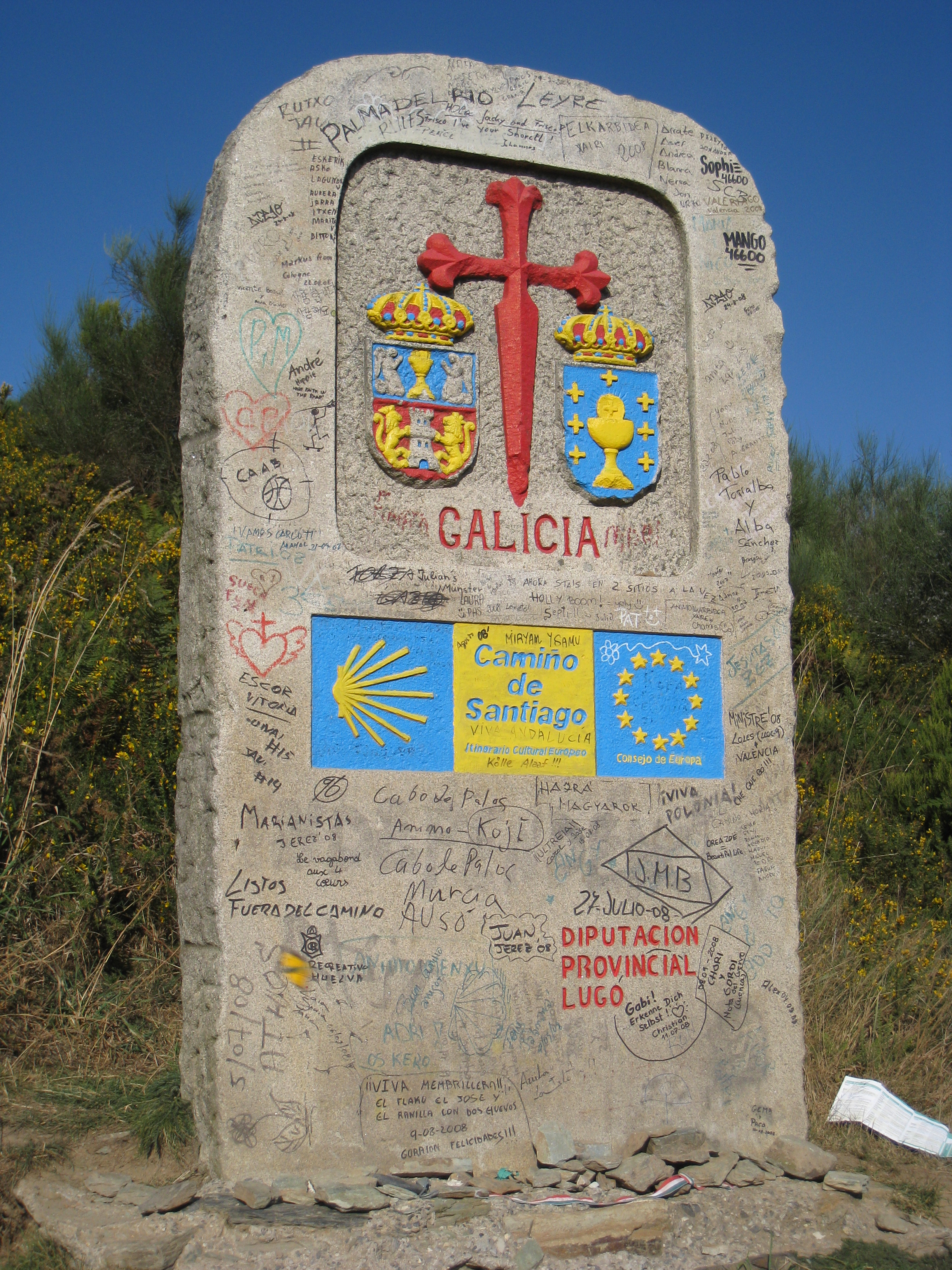
Ingresso nella Galizia lungo il cammino per l'Alto do Cebreiro
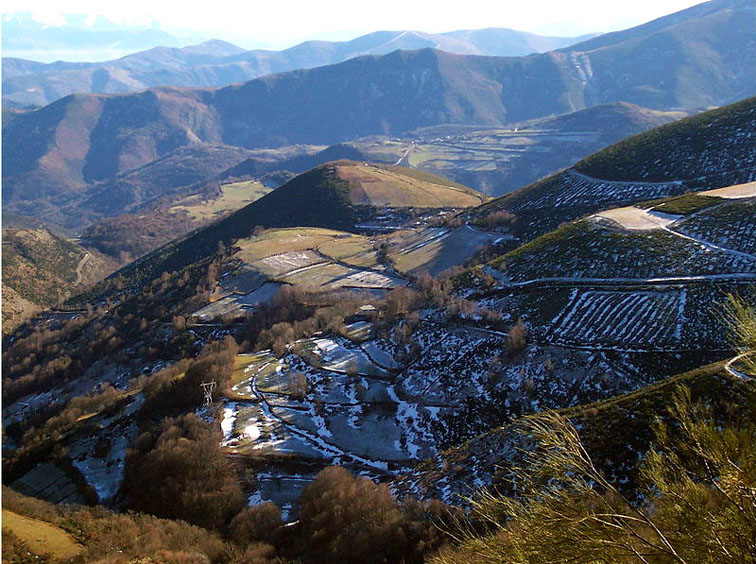
Vista dall'Alto do Cebreiro
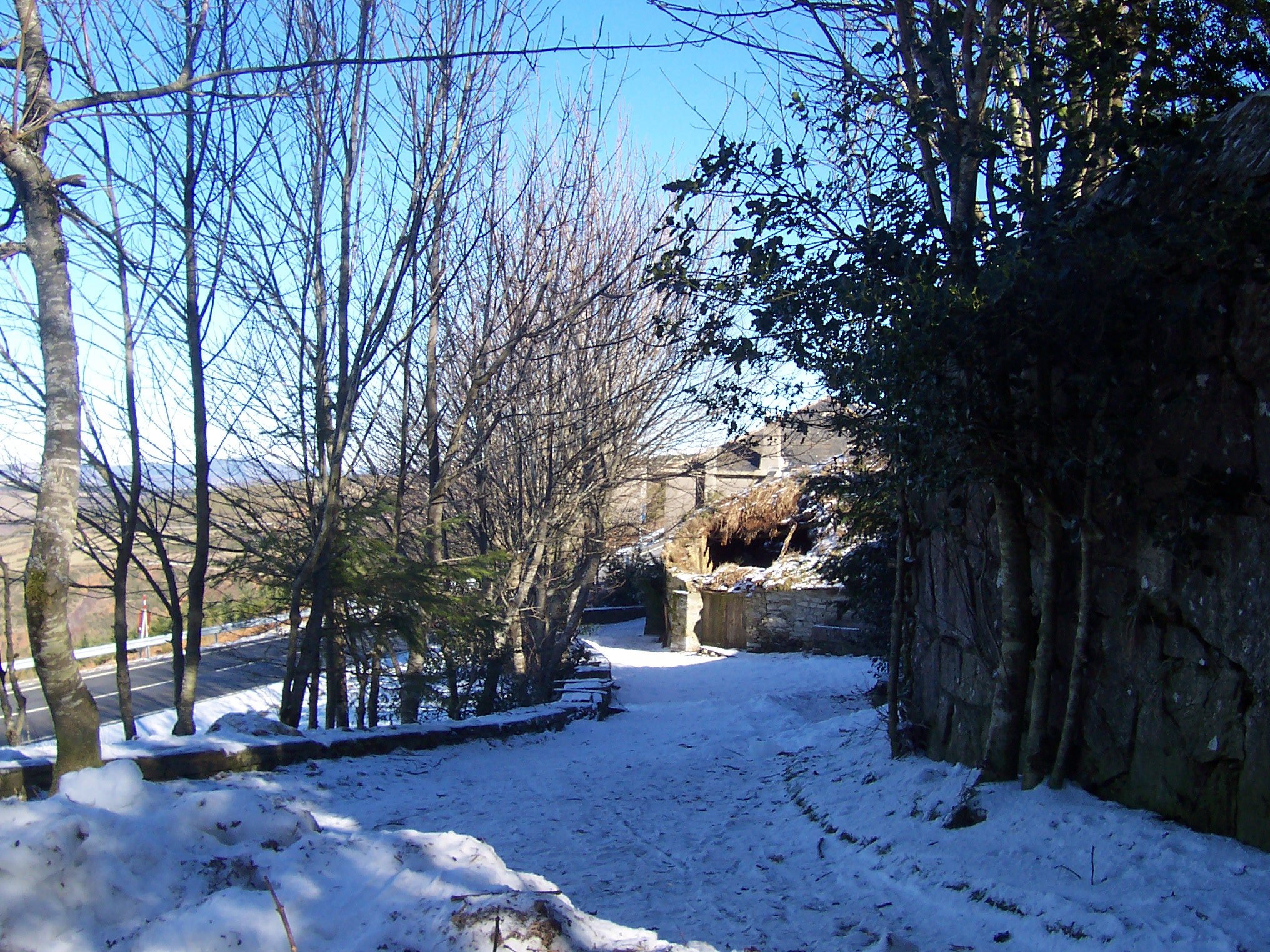
Strada innevata verso il villaggio di O Cebreiro